# Fuzzy Zoeller

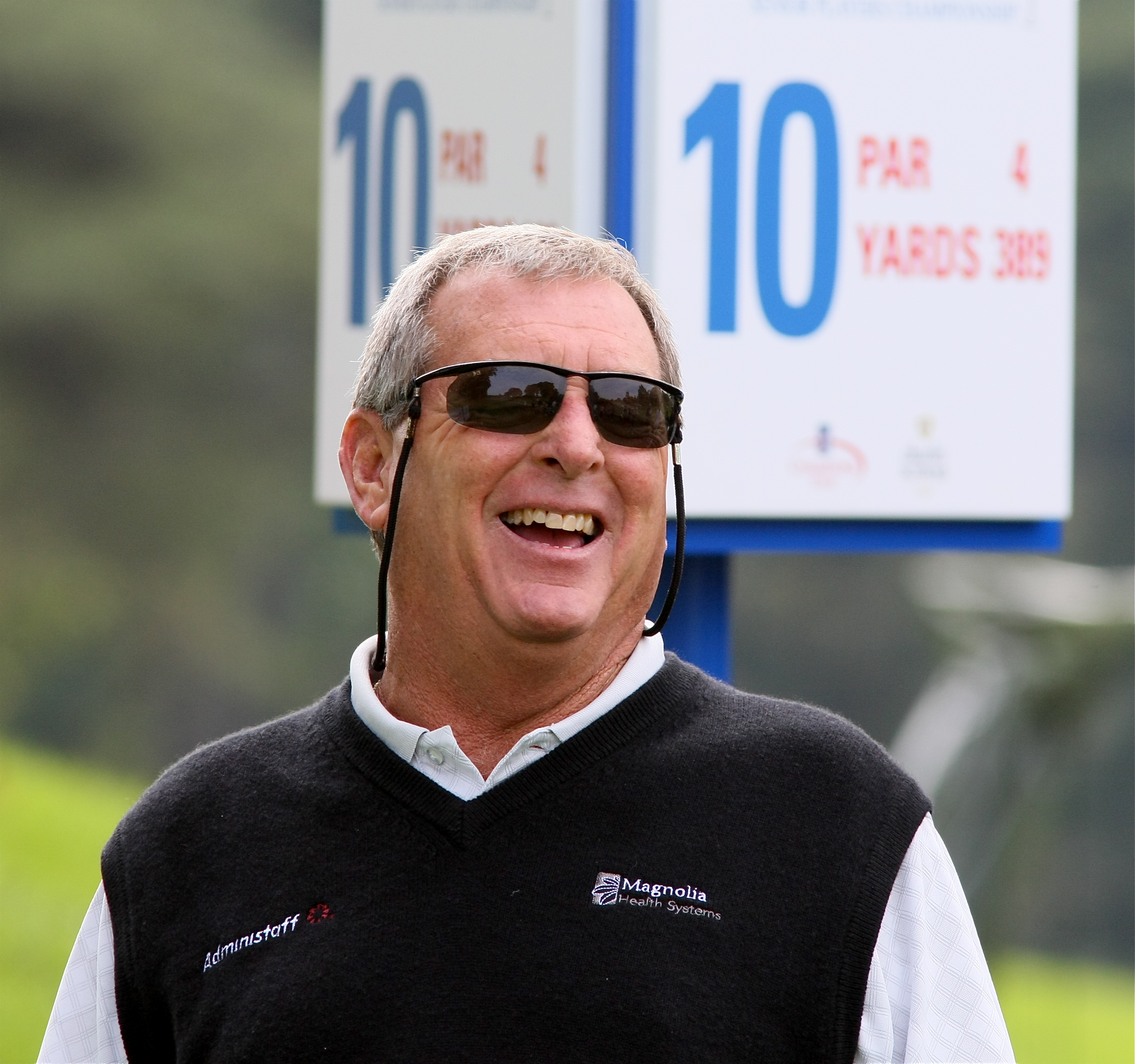

Frank Urban "Fuzzy" Zoeller, Jr, född 11 november 1951 i New Albany, Indiana, är en professionell amerikansk golfspelare.
Zoeller började spela golf när han var tre år gammal. Han tog examen på University of Houston där han inledde sin karriär och blev professionell 1973. 1979 vann han sin första PGA-tävling och kvalificerade sig därmed för en plats i The Masters Tournament. I den tävlingen blev han en av tre golfare genom tiderna som hade vunnit Masters första gången de ställde upp i tävlingen. De andra två spelarna var Horton Smith och Gene Sarazen. Han vann tävlingen efter särspel mot Ed Snead och Tom Watson. Hans andra majorseger kom i 1984 års US Open efter särspel mot Greg Norman.
Trots att han endast vann 10 tävlingar på PGA-touren så placerade han sig ofta högt i penningligan och 1987 hade han spelat in 2 miljoner dollar.
Under hela sin karriär har han haft problem med en ryggskada vilket har gjort att han under långa perioder varit borta från tävlingsgolfen.
Zoeller spelade i det amerikanska Ryder Cup-laget 1979, 1983 och 1985. Han blev medlem på Champions Tour 2002 där han har vunnit en senior major och utöver den segern så har han i maj 2005 bara vunnit en annan tävling.

## Meriter

### Majorsegrar
- 1979 The Masters Tournament
- 1984 US Open

### PGA-segrar
- 1979 Andy Williams-San Diego Open Invitational
- 1981 Colonial National Invitation
- 1983 Sea Pines Heritage, Panasonic Las Vegas Pro Celebrity Classic
- 1985 Hertz Bay Hill Classic
- 1986 Bing Crosby National Pro-Am, Sea Pines Heritage, Anheuser-Busch Golf Classic

### Segrar på Champions Tour
- 2002 Senior PGA Championship
- 2004 MasterCard Championship

### Övriga segrar
- 1972 Florida State Junior College Championship (individual)
- 1973 Indiana State Amateur
- 1985 Skins Game
- 1986 Skins Game
- 1987 Merrill Lynch Shoot-Out Championship
- 2002 Senior Slam
- 2003 Tylenol Par-3 Challenge